# Nong’an (Changchun)
Nong’an (农安县) ist ein chinesischer Kreis in der Provinz Jilin im Nordosten der Volksrepublik China. Er gehört zum Verwaltungsgebiet der Unterprovinzstadt Changchun, der Provinzhauptstadt. Nong’an hat eine Fläche von 5.236 km² und zählt 960.759 Einwohner (Stand: Zensus 2010). Sein Hauptort ist die Großgemeinde Nong’an (农安镇).